# Kleant
Kleant (oko 331. – 232. pr. Kr.) se smatra drugim vodećim stoikom. Kleant je značajan po tome što je napisao djelo „Himna Zeusu” u kojem je sadržana elaboracija stoičke filozofije. Također, on je tok stvari objašnjavao pomoću principa "tenzije" (tonos) u supstanci koja leži u osnovi svijeta. On se zalagao za život u skladu s prirodom i po tome predstavlja stoički panteizam. 

## Djela
1. „Himna Zeusu”

## Poveznice
- Filozofija
- Antički filozofi
- Helenističko-rimska filozofija
- Stoicizam